# Euxoa rugifrons
Euxoa rugifrons är en fjärilsart som beskrevs av Paul Mabille 1888. Euxoa rugifrons ingår i släktet Euxoa och familjen nattflyn. Inga underarter finns listade i Catalogue of Life.